# 258
Évszázadok: 2. század – 3. század – 4. század
Évtizedek: 200-as évek – 210-es évek – 220-as évek – 230-as évek – 240-es évek – 250-es évek – 260-as évek – 270-es évek – 280-as évek – 290-es évek – 300-as évek
Évek: 253 – 254 – 255 – 256 –  257 – 258 – 259 – 260 – 261 – 262 – 263

## Események

### Római Birodalom
- Marcus Nummius Tuscust és Mummius Bassust választják consulnak.
- Míg Gallienus társcsászár a rajnai határon tartja fel a germánok támadásait, kiskorú fiát, II. Valerianust Pannonia Superior és Inferior legatusára, Ingenuusra bízza. Valerianus gyanús körülmények között meghal, és a császár Ingenuust gyanúsítja a meggyilkolásával.
- Valerianus császár Gallienus kisebbik fiának, Saloninusnak caesari (trónörökösi) címet adományoz.
- Valerianus császár szigorú keresztényellenes rendeletet hoz: kivégezteti a keresztény papokat, a keresztény szenátoroknak és lovagoknak vagyonelkobzás terhe mellett áldozniuk kell a római isteneknek, a kereszténységet meg nem tagadó állami és udvari alkalmazottakat pedig rabszolgaként kényszermunkára küldik.
- augusztus 6. – Istentisztelet közben kivégzik II. Sixtus pápát,[1]
- Az alemannok betörnek Raetiába, majd a Brenner-hágón át Észak-Itáliába.

### Kína
- Sze-ma Csao, Vej régense leveri Csu-ko Tan hadvezér lázadását.
- Vu államban a 15 éves Szun Liang császár összeesküvést szervez Szun Csen régens eltávolítására. Szun Csen megtudja a tervét és elmebetegségre hivatkozva lemondatja a kiskorú császárt és annak 23 éves féltestvérét, Szun Hsziut helyezi a trónra.

## Halálozások
- augusztus 6. – II. Sixtus pápa<ref name="Barth/">
- szeptember 14. – Cyprianus, Carthago püspöke
- II. Valerianus, Gallienus császár fia
- Novatianus ellenpápa

## Fordítás
- Ez a szócikk részben vagy egészben  a(z)   258 című francia Wikipédia-szócikk ezen változatának fordításán alapul.  Az eredeti cikk szerkesztőit annak laptörténete sorolja fel. Ez a jelzés csupán a megfogalmazás eredetét és a szerzői jogokat jelzi, nem szolgál a cikkben szereplő információk forrásmegjelöléseként.